# Teixeira Soares
Teixeira Soares is een gemeente in de Braziliaanse deelstaat Paraná. De gemeente telt 10.548 inwoners (schatting 2009).

## Aangrenzende gemeenten
De gemeente grenst aan Fernandes Pinheiro, Imbituva, Ipiranga, Palmeira en Ponta Grossa.